# شهرستان گالتین (کنتاکی)
شهرستان گالتین، کنتاکی (به انگلیسی: Gallatin County, Kentucky) یک سکونتگاه مسکونی در ایالات متحده آمریکا است که در کنتاکی واقع شده‌است.